# Wolfgang Walter
Wolfgang Walter (Schwäbisch Gmünd, 2 de maio de 1927 — Karlsruhe, 26 de junho de 2010) foi um matemático alemão.
Foi sepultado no Hauptfriedhof Karlsruhe.

## Obras
- Walter, Wolfgang (1998). Ordinary Differential Equations. [S.l.]: Springer. ISBN 978-0387984599
- Walter, Wolfgang (2012). Differential and Integral Inequalities. [S.l.]: Springer; Softcover reprint of the original 1st ed. 1970 edition. ISBN 978-3642864070